# Comuna Osolînka, Litîn
Osolînka (în ucraineană Осолинка) este o comună în raionul Litîn, regiunea Vinnița, Ucraina, formată din satele Kameanka, Mîkolaiivka și Osolînka (reședința).

## Demografie
Componența lingvistică a satului Osolînka
     Ucraineană (99,64%)
     Alte limbi (0,36%)
Conform recensământului din 2001, majoritatea populației satului Osolînka era vorbitoare de ucraineană (99,64%), existând în minoritate și vorbitori de alte limbi.